# Calcio ai XII Giochi panamericani
La dodicesima edizione del torneo di calcio ai Giochi panamericani si è svolta a Mar del Plata, Argentina, dal 10 al 24 marzo 1995. Le Nazionali partecipanti sono dodici, sei affiliate alla CONMEBOL e sei alla CONCACAF. A vincere la competizione fu l'Argentina.

## Incontri

### Gruppo A
| Squadra     | P | G | V | N | S | GF | GS | DR |
| ----------- | - | - | - | - | - | -- | -- | -- |
| Argentina   | 7 | 3 | 2 | 1 | 0 | 6  | 2  | +4 |
| Paraguay    | 6 | 3 | 2 | 0 | 1 | 4  | 1  | +3 |
| Honduras    | 4 | 3 | 1 | 1 | 1 | 6  | 4  | +2 |
| Stati Uniti | 0 | 3 | 0 | 0 | 3 | 0  | 9  | -9 |

| Paraguay    | 2 - 0 | Honduras    |
| Argentina   | 3 - 0 | Stati Uniti |
| Stati Uniti | 0 - 2 | Paraguay    |
| Argentina   | 2 - 2 | Honduras    |
| Stati Uniti | 0 - 4 | Honduras    |
| Argentina   | 1 - 0 | Paraguay    |

### Gruppo B
| Squadra    | P | G | V | N | D | GF | GS | DR |
| ---------- | - | - | - | - | - | -- | -- | -- |
| Brasile    | 7 | 3 | 2 | 1 | 0 | 5  | 2  | +3 |
| Costa Rica | 6 | 3 | 2 | 0 | 1 | 10 | 3  | +7 |
| Cile       | 4 | 3 | 1 | 1 | 1 | 3  | 5  | -2 |
| Bermuda    | 0 | 3 | 0 | 0 | 3 | 0  | 8  | -8 |

| Brasile    | 2 - 1 | Costa Rica |
| Cile       | 1 - 0 | Bermuda    |
| Brasile    | 2 - 0 | Bermuda    |
| Costa Rica | 4 - 1 | Cile       |
| Costa Rica | 5 - 0 | Bermuda    |
| Brasile    | 1 - 1 | Cile       |

### Gruppo C
| Squadra           | P | G | V | N | D | GF | GS | DR |
| ----------------- | - | - | - | - | - | -- | -- | -- |
| Messico           | 9 | 3 | 3 | 0 | 0 | 8  | 2  | +6 |
| Colombia          | 6 | 3 | 2 | 0 | 1 | 7  | 3  | +4 |
| Ecuador           | 3 | 3 | 1 | 0 | 2 | 6  | 10 | -4 |
| Trinidad e Tobago | 0 | 3 | 0 | 0 | 3 | 1  | 7  | -6 |

| Messico           | 4 - 2 | Ecuador           |
| Colombia          | 2 - 0 | Trinidad e Tobago |
| Messico           | 1 - 0 | Trinidad e Tobago |
| Colombia          | 5 - 0 | Ecuador           |
| Messico           | 3 - 0 | Colombia          |
| Trinidad e Tobago | 1 - 4 | Ecuador           |

### Quarti di finale
| Arbitro: | Ratalino |

|                                                                                                   |                      |                                                                            |
| Ronaldo Guiaro Anderson Bordon Alberto Nenê Ferreira Edmílson II Fabrício Silvinho Sandro Adílson | Tiri di rigore 7 – 8 | Perdomo Suazo Pavón Lagos Castro Romero Pineda López Sierra Guevara Flores |

| Arbitro: | Gutiérrez |

|         |           |  |
| Paz 65’ | Marcatori |  |

| Mar del Plata 19 marzo 1995                                                       | Messico   | 3 – 2 referto        | Costa Rica | Estadio José María Minella |
| \| \| \| \| \| García 8’ 55’ Salvador 61’ \| Marcatori \| 27’ Soto 82’ Mullins \| |           |                      |            |                            |
|                                                                                   |           |                      |            |                            |
| García 8’ 55’ Salvador 61’                                                        | Marcatori | 27’ Soto 82’ Mullins |            |                            |

| Mar del Plata 19 marzo 1995 | Colombia | 2 – 0 | Paraguay | Estadio José María Minella |

### Semifinali
| Arbitro: | Mondria |

|                                   |           |                            |
| Gallardo 40’ 51’ (rig.) Ayala 84’ | Marcatori | 16’ Romero 76’ (rig.) Cruz |

| Arbitro: | Gutiérrez |

|              |           |            |
| Salvador 78’ | Marcatori | 35’ Ricard |

### Finale 3º-4º posto
| Arbitro: | Bernabé |

|                          |           |  |
| Zapata Quiñonez Zambrano | Marcatori |  |

### Finale 1º-2º Posto
| Arbitro: | Guevara |

| |                      | |
| Gallardo Jiménez Barros Schelotto Paz Bassedas | Tiri di rigore 5 – 4 | Hernández Villa Blanco Ayala García |
| · Bossio P · Zanetti D · Ayala D · Paz D · Sorín D · 63’ Cagna C · Monserrat A · Bassedas C · Jiménez C · Gallardo C · Ortega A · 66’ Rambert A · Barros Schelotto A | Formazioni           | · P Sánchez · D Pardo · D Ayala · D Luna · D Arellano · C Lara · C Hernández · C Villa · C Sol 55’ · A Blanco · A R. García · A Nápoles 73’ · A A. García |
| Passarella | Allenatori           | Vásquez |

## Podio
| 2º posto Messico | Campione panamericano di calcio Argentina 6º titolo | 3º posto Colombia |

## Classifica marcatori
| Gol |  |  | Giocatore        | Squadra |
| --- |  |  | ---------------- | ------- |
| 6   |  |  | Marcelo Gallardo |         |